# Ostrołęka
Ostrołęka é um município da Polônia, na voivodia da Mazóvia. Estende-se por uma área de 29,0 km², com 52 215 habitantes, segundo os censos de 2017, com uma densidade de 1823,8 hab/km².